# Rancilio

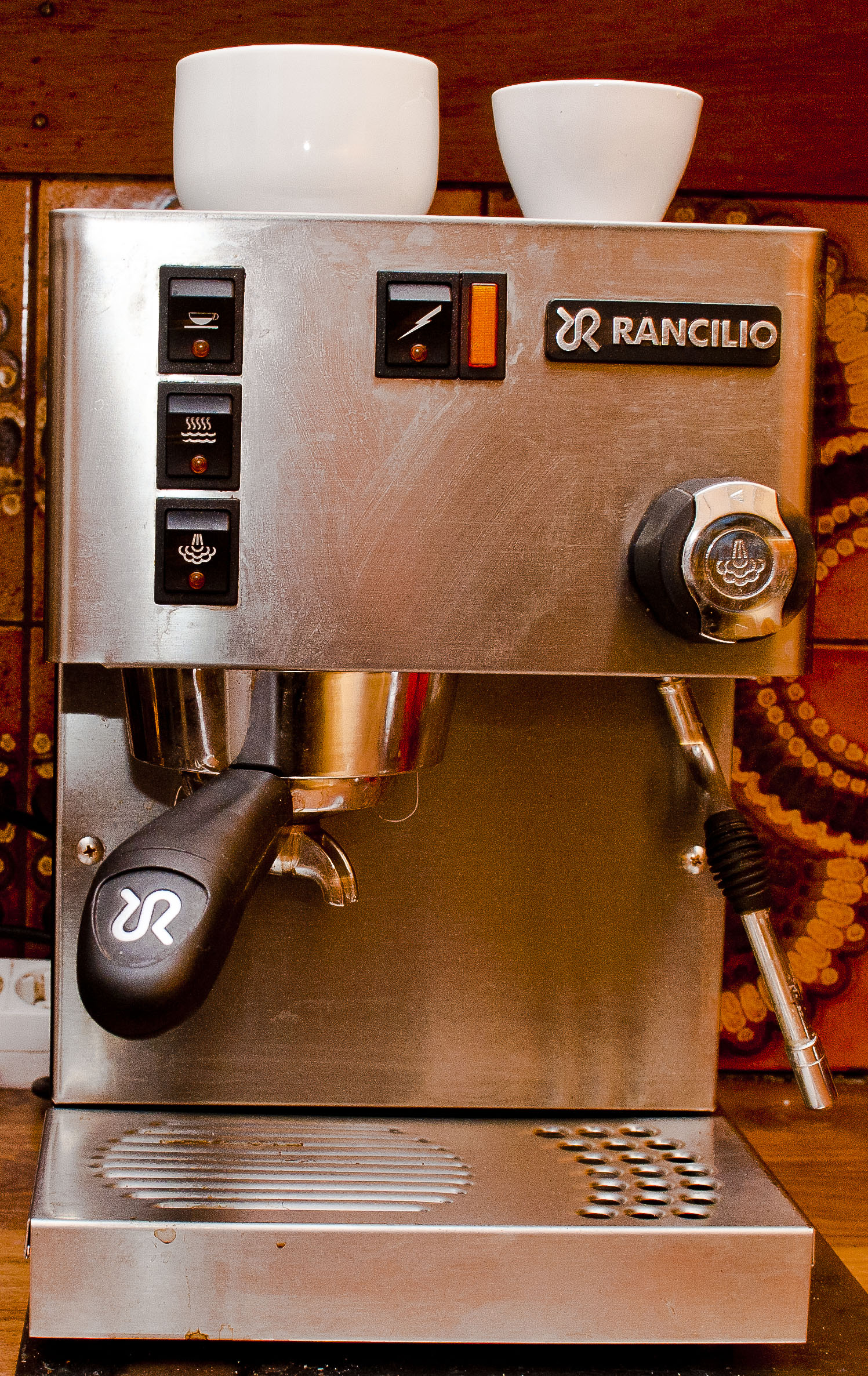
Een Rancilio Silvia

Rancilio is een in 1927 opgerichte Italiaanse fabrikant van espressomachines. Hun eerste espressomachine was de 'La Regina', die sterke gelijkenissen vertoonde met de originele machines van Bezzera en Victoria Arduino. Deze machines werkten volledig op basis van stoomdruk, en stonden bekend om hun extravagante Belle époque-ontwerp.
In 1953 begon Rancilio in navolging van de concurrentie zijn machines uit te rusten met een hendel die een piston bediende voor de benodigde waterdruk. In 1961 raakte deze techniek ook plotsklaps verouderd toen Faema een elektrische pomp in hun espressomachines begon te bouwen voor de waterdruk, in combinatie met een warmtewisselaar die de temperatuur constant moest houden. In 1965 begon Rancilio samen te werken met industrieel ontwerper Marco Zanuso, die verantwoordelijk werd voor het ontwerp van hun Z-serie, die tot eind jaren 70 erg populair was.
Aan het begin van de 21e eeuw probeerde Rancilio een volautomatische espressomachine op de markt te brengen. De Series-12 werd een commerciële flop, en men besloot toen het Zwitserse merk Egro over te nemen als leverancier van volautomatische machines. Vandaag de dag is de slogan van Rancilio 'Coffeeing the World'.

## Rancilio Silvia
Tegenwoordig is Rancilio vooral bekend vanwege de in 1997 gelanceerde Silvia. Aanvankelijk bedoeld als een relatiegeschenk voor klanten, was dit hun eerste espressomachine voor thuisgebruik. In tegenstelling tot de concurrentie maakte Rancilio voor de Silvia gebruik van onderdelen die men al voor handen had van hun professionele apparatuur. Hierdoor was het mogelijk espresso van commerciële kwaliteit te zetten, met een relatief goedkope espressomachine. Bij de lancering bedroeg de vraagprijs in de Verenigde Staten $350.
De Rancilio Silvia werd zo goed ontvangen dat men in 1998 besloot tot het uitbrengen van een commerciële versie, en sindsdien heeft ze een cultstatus bereikt onder thuisbarista's vanwege haar no-nonsense ontwerp en degelijkheid. De Rancilio Silvia warmt zichzelf eens in de paar minuten (afhankelijk van het watergebruik) op naar 92 °Celsius, waarna de messing boiler langzaam afkoelt naar circa 75 °Celsius. Door dit gebrek aan een constante zettemperatuur is er een vrij grote groep liefhebbers die een temperatuurregeling (PID) in hun Silvia hebben gebouwd.